# Романовка (Лямбірський район)
Рома́новка (рос. Романовка, ерз. Романовка) — присілок у складі Лямбірського району Мордовії, Росія. Входить до складу Протасовського сільського поселення.

## Населення
Населення — 9 осіб (2010; 11 у 2002).
Національний склад (станом на 2002 рік):
- росіяни — 73 %